# Piotr Aleksándrovich Tolstói
El conde Piotr Aleksándrovich Tolstói (en ruso: Пётр Александрович Толстой) (1769 - 28 de septiembre de 1844) fue un general y estadista ruso.
Piotr Tolstói procedía de la rama Oryol de la familia Tolstói, su padre Alexander Tolstói era nieto del conde Piotr Andréyevich Tolstói. En 1775 fue alistado en el regimiento Leib Guard Preobrazhensky e inició el servicio el 21 de mayo de 1785 como ayudante de campo del estado mayor del príncipe Nikolai Saltykov. Ese mismo año fue ascendido a teniente coronel. En 1788-1790 participó en la Guerra de Rusia de Gustavo III.
En 1794 destacó en el sitio de Varsovia y fue ascendido a coronel. El 24 de octubre de 1794 comandó dos batallones en la batalla de Praga. A su regreso, la emperatriz Catalina II condecoró a Tolstói con la Orden de San Jorge del 3.er grado de su propia mano y le nombró jefe del regimiento de Dragones de Pskov. El 9 de noviembre de 1797 obtuvo el grado de general de división con el nombramiento de jefe del regimiento de dragones de Nizni Nóvgorod y al año siguiente recibió la Orden de Santa Ana de primer grado.
A finales de 1798 fue enviado al archiduque Carlos de Austria para la comunicación con Alexander Suvorov. Tras las campañas de 1799 fue ascendido a teniente general y se convirtió en miembro del Colegio de Guerra y del Senado de Gobierno. En 1802 fue nombrado gobernador de guerra de Vyborg y al año siguiente de San Petersburgo. En este puesto Tolstoi se hizo famoso por su generosidad, repartiendo dinero a los pobres y a los soldados de los regimientos de guardia. En esta época también dirigió el regimiento Preobrazhensky.

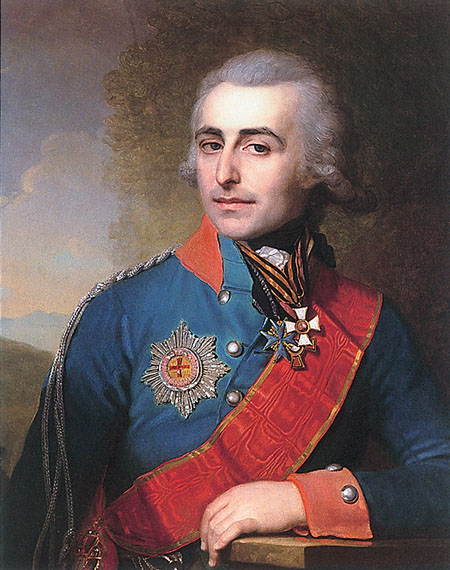
Retrato de Vladimir Borovikovsky, 1799

En septiembre de 1805 partió con 20.000 soldados de desembarco hacia Pomerania y operó en el norte de Alemania bajo el mando general del rey Gustavo IV Adolfo de Suecia. Capturó Hannover y regresó a Rusia tras la batalla de Austerlitz. Al comienzo de la Guerra de la Cuarta Coalición, el emperador Alejandro envió a Tolstói a reconciliar a los comandantes de cuerpo Bennigsen y Buxhoeveden y a informarle personalmente sobre su disputa. Tras el nombramiento de Bennigsen como comandante en jefe, Tolstói fue nombrado general de guardia de este último.
Del 14 de octubre de 1807 al 1 de octubre de 1808 fue embajador en París. Su principal objetivo era observar el Tratado de Tilsit, y Tolstoi escribió a Alejandro que todas las garantías amistosas de Napoleón son mendaces, le rogó que no las creyera, sino que se preparara de antemano para el desaire, y predijo la próxima invasión francesa de Rusia. Recomendó al gobierno ruso un sistema de medidas para la protección de los intereses de Rusia contra una posible agresión de Napoleón: aumentar considerablemente el tamaño del ejército, trasladarlo a las fronteras occidentales, concluir un acuerdo secreto con Austria, terminar la guerra con Turquía y Suecia, concluir la paz con Inglaterra y organizar una nueva coalición antifrancesa con Prusia y Austria. Sin embargo, debido a su falta de experiencia diplomática, sus esfuerzos fueron inútiles y tras el Congreso de Erfurt Tolstoi fue destituido. No obstante, Tolstoi observó un empeoramiento de las relaciones entre Aleksander y Napoleón.
De 1809 a 1812 vivió en su finca cerca de Tula. En 1812 formó y dirigió la milicia de las provincias de Nizni Nóvgorod, Simbirsk, Kazán, Vyatka y Orenburgo. En 1813 participó en la toma de Dresde y Magdeburgo.
El 19 de junio de 1814 fue ascendido a General de Brigada, el 16 de enero de 1816 nombrado jefe del 4.º y luego del 5.º regimiento de infantería. Desde el 30 de agosto de 1823 fue miembro del Consejo de Estado. Durante el reinado del emperador Nicolás I recibió la Orden de San Andrés y asumió otro cargo militar.
A partir de 1839 se retiró. Piotr Tolstói murió en Moscú y fue enterrado en el monasterio de Donskoy.
| Precedido por    | Gobernador de guerra de San Petersburgo | Sucedido por       |
| ---------------- | --------------------------------------- | ------------------ |
| Mikhail Kamensky | 1802–1805                               | Sergey Vyazmitinov |